# Drottning Kristinas lind (Svartsjö slott)

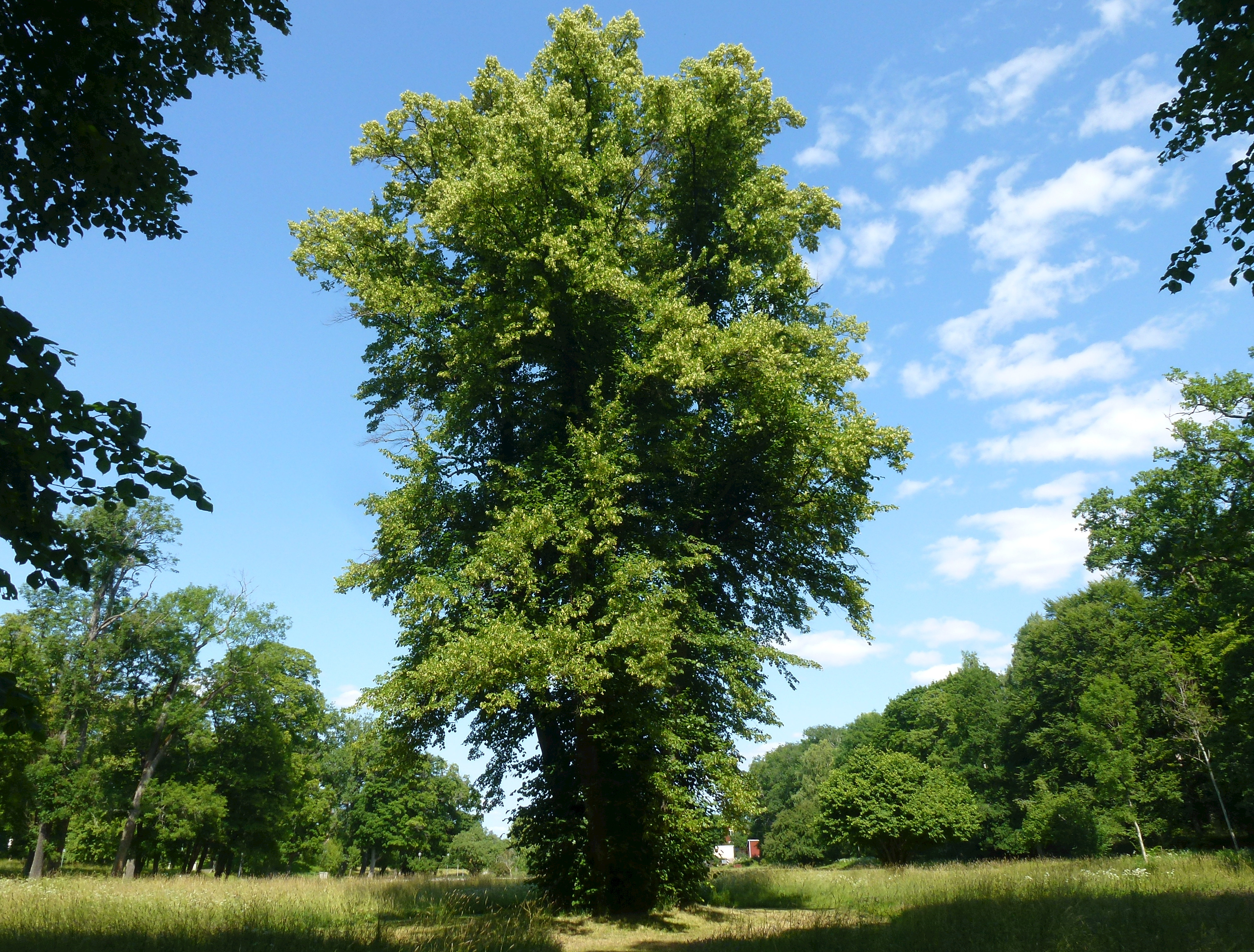
Kristinas lind i juli 2013.

Drottning Kristinas lind (eller Kristinas lind) på Färingsö, Ekerö kommun är nästan 400 år gammal och räknas till en av Sveriges äldsta, levande parklindar.

## Svartsjö slott
Kristinas lind i Svartsjö slottspark i Ekerö kommun står i den tidigare barockträdgården öster om slottet. Den är märkligt formad med sju stammar, vilket kan bero på att plantan satts upp och ned eller att sju separata plantor bundits samman. Det finns olika versioner om parklindens plantering. Enligt en tradition planterade Gustav II Adolf linden upp och ned 1618 i sorg över att Ebba Brahe gift sig med Jakob De la Gardie. Enligt en annan tradition planterade Gustav II Adolf linden som ett vårdträd vid dottern Kristinas födelse den 8 december 1626. Den tredje var till minne av hans mor som avled 1625. Både dottern och modern hette Kristina.
Under Kristinas lind står en marmorstaty föreställande Gustav II Adolf (sittande) i samtal med Axel Oxenstierna som efter Gustav II Adolfs död fick leda landet. Statyn är formgiven av en okänd konstnär och beställdes 1784 av Gustav III i Italien. Året därpå placerades den under linden. Statyn är ingen avgjutning utan originalet i vit marmor som skyddas vintertid av en träöverbyggnad.

### Bilder, Svartsjö slott

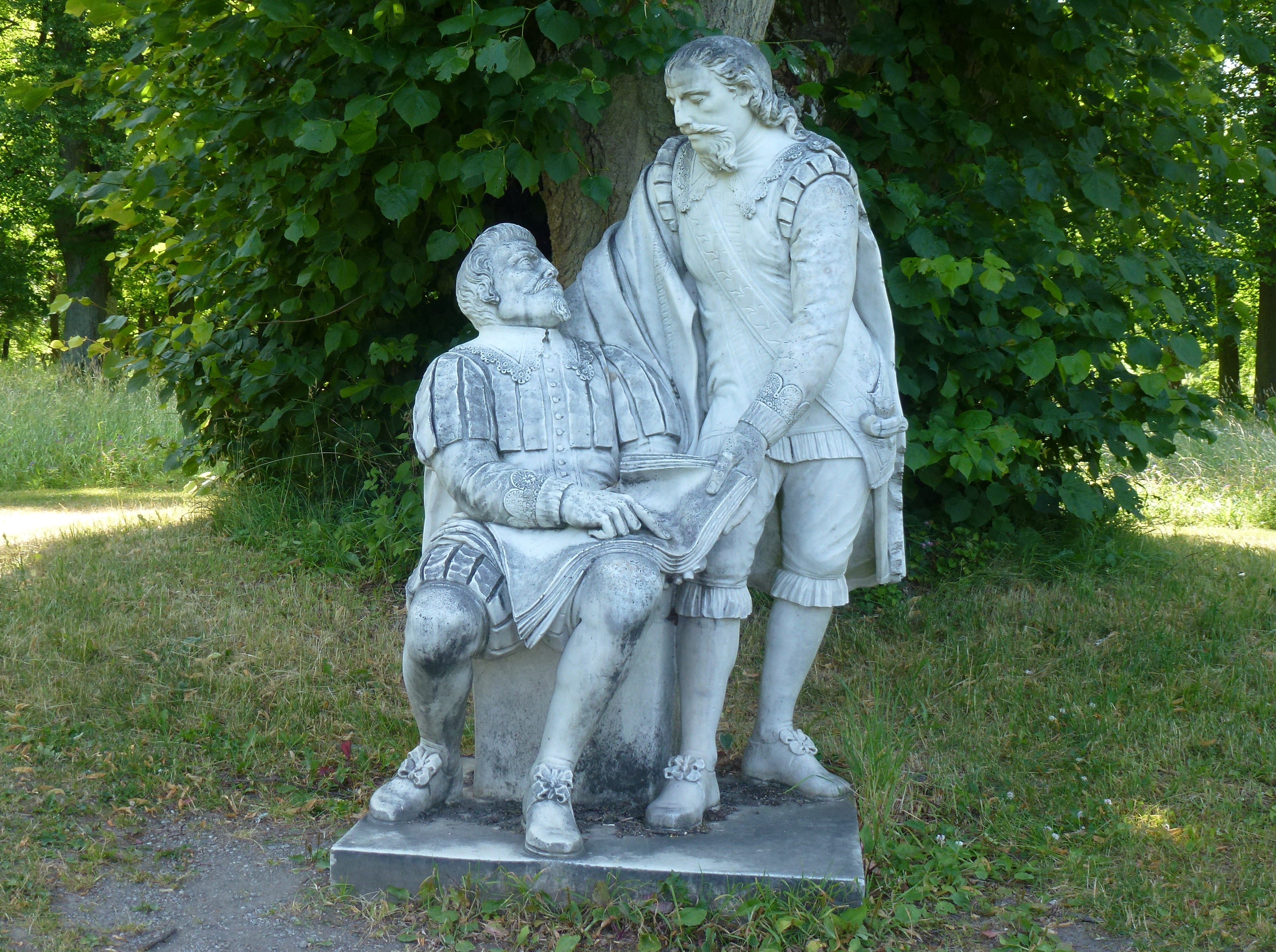
Gustav II Adolf (sittande) och Axel Oxenstierna
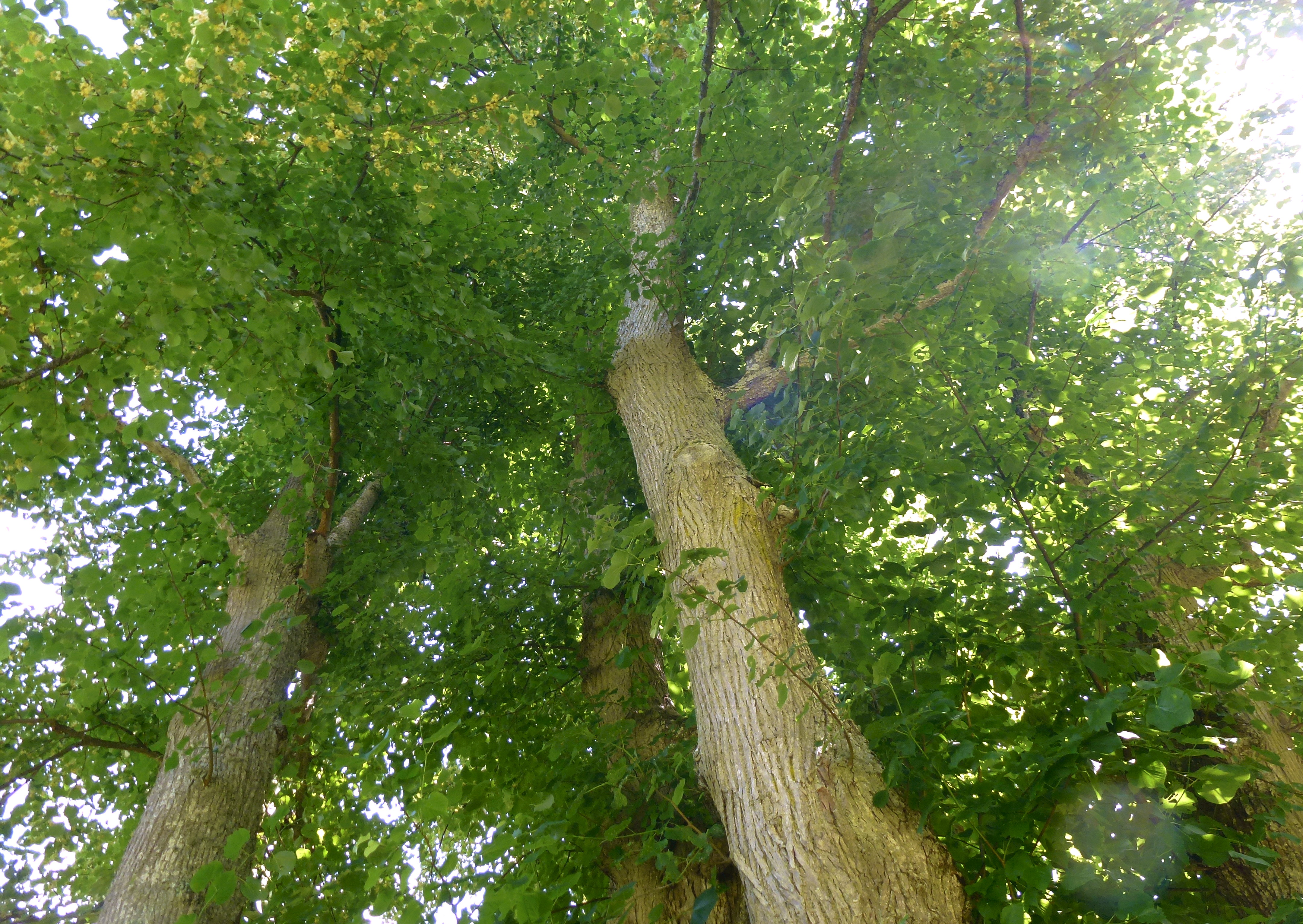
Kronan
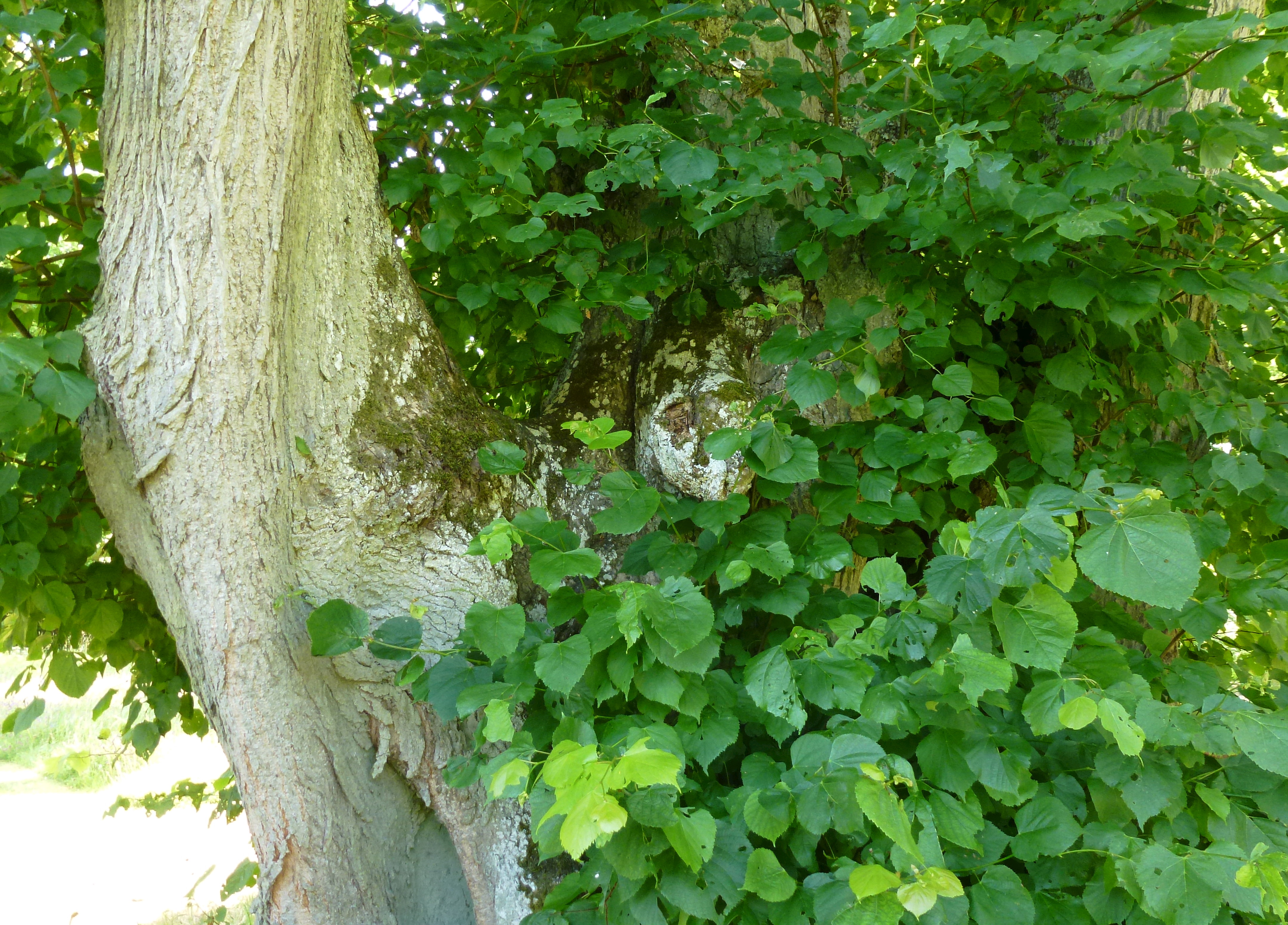
Stammen
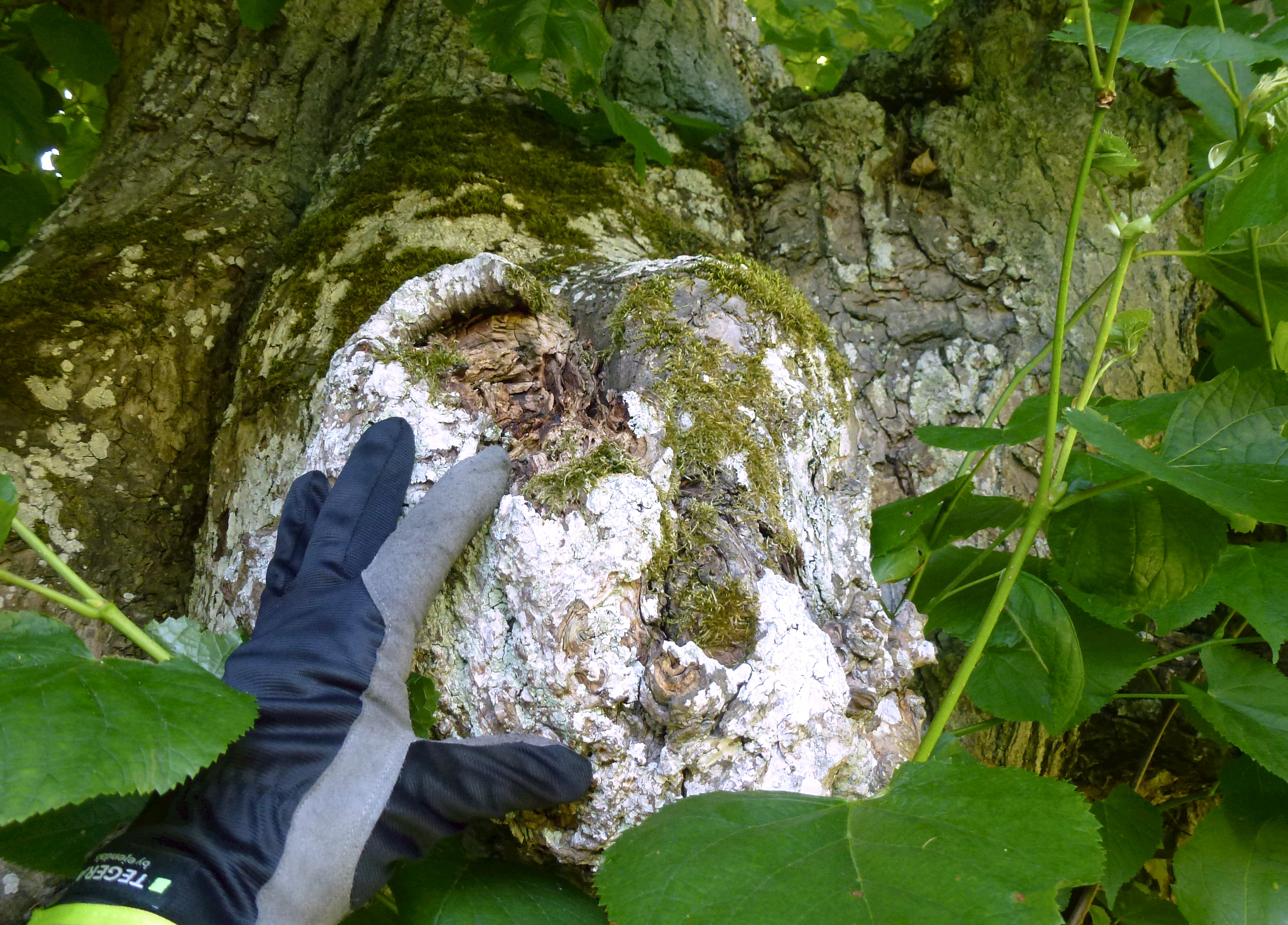
Stammen, detalj